# Pallavolo Gallico
Pallavolo Gallico  - żeński klub siatkarski z Włoch. Został założony w 1967 w mieście Reggio di Calabria.